# Вільгельм Фреліх
Вільгельм Фреліх (нім. Wilhelm Fröhlich; 10 березня 1910, Цайц — 4 грудня 1939, Північне море) — німецький офіцер-підводник, корветтен-капітан крігсмаріне.

## Біографія
1 квітня 1929 року вступив на флот. З 1 лютого 1939 року — командир підводного човна U-36, на якому здійснив 3 походи (разом 34 дні в морі). 4 грудня 1939 року U-36 був виявлений біля норвезького порту Ставангер британським підводним човном «Салмон» і потоплений торпедою. Всі 40 членів екіпажу загинули.
Всього за час бойових дій потопив 2 кораблі загальною водотоннажністю 2813 тонни і захопив 1 корабель водотоннажністю 1617 тонн. Ніхто з екіпажів цих кораблів не загинув.
| Дата            | Назва корабля        | Тип               | Тоннаж | Вантаж                                                                            | Екіпаж | Країна             |
| --------------- | -------------------- | ----------------- | ------ | --------------------------------------------------------------------------------- | ------ | ------------------ |
| 15 вересня 1939 | Truro                | Торговий пароплав | 974    | 500 тонн вугілля і коксу, 150 тонн генеральних вантажів та 150 тонн нікелю і міді | 20     | Британська імперія |
| 25 вересня 1939 | Silesia              | Торговий пароплав | 1,839  | Деревина і генеральні вантажі, включаючи сталеві та залізні труби                 | 19     | Швеція             |
| 27 вересня 1939 | Algeria (захоплений) | Торговий пароплав | 1,617  | Чавун і паперова маса                                                             | 21     | Швеція             |

## Звання
- Кандидат в офіцери (1 квітня 1929)
- Морський кадет (10 жовтня 1929)
- Фенріх-цур-зее (1 січня 1931)
- Оберфенріх-цур-зее (1 квітня 1933)
- Лейтенант-цур-зее (1 жовтня 1933)
- Оберлейтенант-цур-зее (1 червня 1935)
- Капітан-лейтенант (1 липня 1938)
- Корветтен-капітан (1 грудня 1939)

## Нагороди
- Медаль «За вислугу років у Вермахті» 4-го класу (4 роки)